# 家居装饰

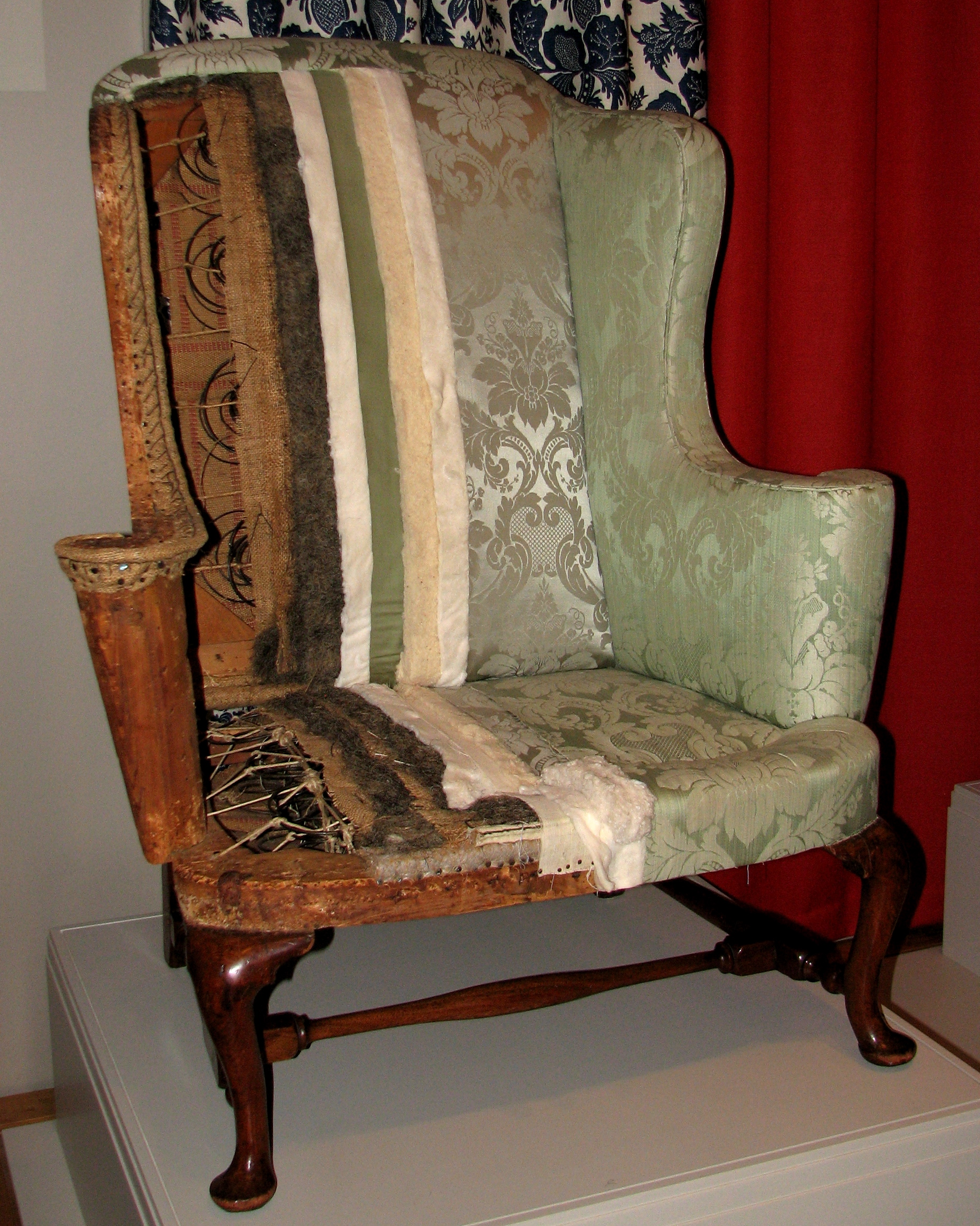
一把經過裝飾的椅子

家居装饰是一種改善居住環境的舉措， 人們為了讓家具更美觀而給家具（尤其是座椅）裝上衬垫、弹簧、织带以及织物或皮革。